# صراع العروش: الموسم 8 (موسيقى تصويرية)
تم نشر ألبوم الموسيقى التصويرية للموسم الثامن من مسلسل إتش بي أو صراع العروش، بعنوان صراع العروش: الموسم 8، رقميًا في 19 مايو 2019، وتم إصدار قرص مضغوط مزدوج في 19 يوليو 2019، وتم إصداره على الفينيل في وقت لاحق من العام.
حصل رامين جوادي على ترشيحه السابع لجائزة الإيمي برايم تايم، لأفضل تأليف موسيقي لمسلسل (موسيقى تصويرية درامية أصلية)، للحلقة الثالثة من الموسم، «الليلة الطويلة»، ثم فاز بالجائزة، مما جعل جوادي يفوز بها مرتين متتاليتين.